# Autorretrato de Catharina van Hemessen
Autorretrato es un cuadro de pequeño formato pintado al óleo sobre una tabla de roble en 1548 por la artista renacentista flamenca Catharina van Hemessen, cuando tenía 20 años. Este cuadro le dio buena reputación y es importante no sólo en tanto que retrato femenino moderno de época temprana sino también por representar a una artista en el acto de pintar. Esto era muy inusual para la época. Aunque los autorretratos eran comunes, sólo unos pocos, como los de Alberto Durero (1471-1528), mostraban la vida habitual del artista. Los artistas de la época rara vez se referían y mucho menos mostraban las herramientas relativas a su profesión.

## Descripción
Se supone que el retrato de Hemessen es uno de los primeros en mostrar a una pintora con un pincel junto con una paleta y un caballete. Lo escribió en latín: 
«Yo, Caterina van Hemessen, me he pintado / 1548 / Su edad 20 años».
Hemessen aparece de medio cuerpo sosteniendo un pincel, mirando hacia afuera como a su propia imagen mientras la graba en la tabla de roble que tiene enfrente. Apenas ha comenzado a trabajar en el cuadro representado, no se ha preparado ningún fondo y sólo se puede ver un boceto de su cabeza. Su rostro está pintado con pinceladas suaves, mientras que las texturas de su vestido se distinguen por el uso de una amplia variedad de pinceladas.
En la imagen principal, Hemessen se muestra elegantemente vestida con un vestido de brocado negro y mangas de terciopelo rojo. Si bien tal atuendo no habría sido práctico para una artista que trabaja con óleos y pinceles, su ropa está destinada a indicar cual era su rango social y a atribuir dignidad personal. Sus brazos son descomunales en proporción al resto de su cuerpo.

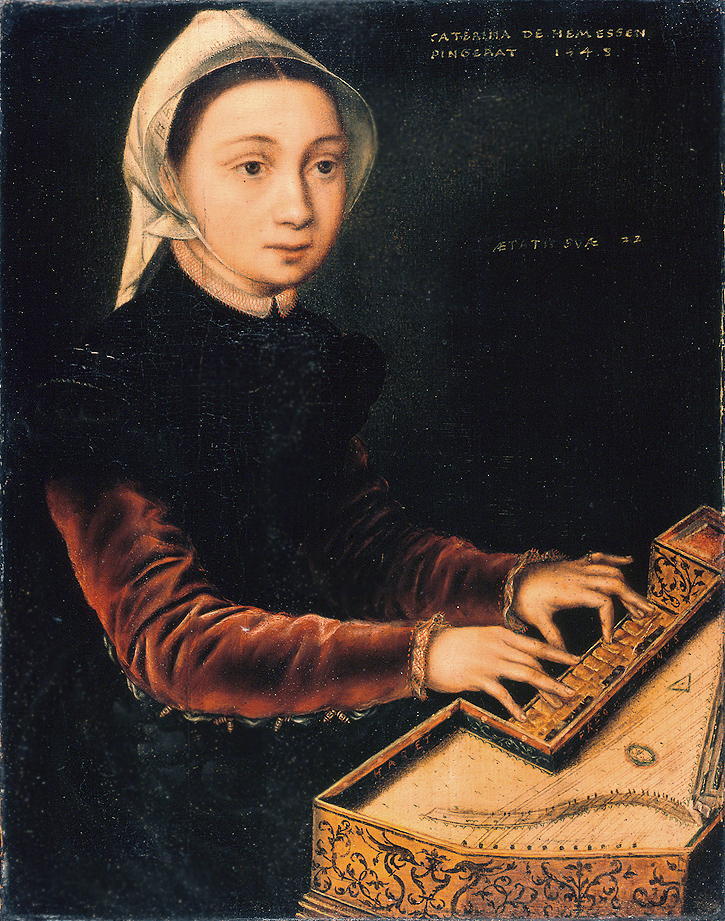
No se sabe si el retrato de Colonia, muy similar, de Hemessen es un autorretrato pendant (pareja de piezas de arte) o una representación de su hermana Christina.

Hay en juego varias contradicciones y exploraciones deliberadas de imágenes especulares. Hemessen sostiene el pincel con la mano derecha; lo lógico habría sido corregir la inversión en la imagen reflejada. Su cabeza, como se muestra en el panel, es demasiado pequeña y está situada en la parte superior izquierda; eso es opuesto a la posición en la que aparece su cabeza en la pintura real. Su cabeza se gira en dirección al espectador pero sus ojos no se encuentran con los este. El fondo es liso y oscuro, como es habitual en su trabajo, y no da indicaciones sobre el espacio ocupado por la modelo.
Existían varios obstáculos en el camino de las mujeres de aquella época que deseaban convertirse en pintoras. El principal de ellos era el hecho de que su formación requería tanto la disección de cadáveres como el estudio del desnudo masculino. Además, el sistema de aprendizaje hacía que el aspirante a artista tuviera que vivir con un artista mayor durante entre 4 a 5 años, a menudo comenzando entre los 9 y los 15 años. Por estas razones, las artistas femeninas eran extremadamente raras, y las que lograban salir adelante eran típicamente formadas por un pariente cercano, como fue el caso de van Hemessen, que fue formada por su padre.

## Atribución
Ocasionalmente se han planteado dudas sobre la autenticidad y procedencia de la obra. Hay quien sugiere que fue realizado por su padre Jan Sanders van Hemessen (1500 – c 1566); tendía a retratar a mujeres con esos mismos ojos grandes, redondos, oscuros y barbilla reducida. Sin embargo, los historiadores del arte no dan mucho crédito a estas teorías, y la prominencia de la firma se considera prueba de la intención de Caterina de marcar la obra como si fuera de su propia mano. Un retrato de c 1548 realizado por Caterina en Colonia que muestra a una mujer de unos 22 años, sentada frente a un virginal, tiene las mismas dimensiones que esta obra y contiene un rostro casi idéntico. Probablemente estaba destinado a ser una pieza complementaria de este autorretrato o puede que fuera un retrato de su hermana Christina, que era dos años mayor.

## Otras variantes
Además del que se encuentra en el Kunstmuseum, existen dos copias casi idénticas, ambas atribuidas a la propia Catharina. Uno en el Museo del Hermitage de San Petersburgo y el otro en la Colección Michaelis de Ciudad del Cabo.